# Třicet tyranů
Skupina třiceti tyranů (řecky 30 τύραννοι nebo οἱ Τριάκοντα) byla prospartská oligarchická vláda zavedená v Athénách po porážce tohoto městského státu v peloponéské válce roku 404 př. n. l. Tehdejší Athéňané mluvili o vládě jako o oligarchii nebo o Třicítce. Výraz třicet tyranů byl vytvořen až pozdějšími historiky. Dvěma vedoucími osobnostmi této vlády byli Kritiás a Theramenés.
Třicítka rázně omezila práva athénských občanů. Zmenšení počtu občanů oprávněných volit bylo v antice obvyklým krokem strany bohatších obyvatel, kteří odmítali poslouchat příkazy vlády založené na všeobecných volbách. Místa ve státní správě byla nyní rezervována pro pět set občanů, zatímco za předchozí vlády mohl do těchto funkcí vstoupit každý. Pouze třem tisícovkám Athéňanů bylo povoleno nosit zbraň a domoci se soudních přelíčení s porotou.
Záhy po svém nástupu k moci začala oligarchická vláda odstraňovat významné vůdce demokraticky smýšlejících občanů z doby peloponéské války. Stovky byly odsouzeny k vypití bolehlavu, zatímco tisíce dalších byly vyhnány z Athén. Jedním z nejznámějších utečenců byl i generál Thrasybúlos, který se zasloužil s pomocí spojenců z Théb o svržení athénského nedemokratického režimu roku 403 př. n. l.